# Liparis punctulatus
Liparis punctulatus és una espècie de peix pertanyent a la família dels lipàrids.

## Descripció
- Fa 8,3 cm de llargària màxima.[6][7]

## Hàbitat
És un peix marí, demersal i de clima temperat que viu entre 0-20 m de fondària.

## Distribució geogràfica
Es troba al Pacífic nord-occidental: des de la prefectura de Nagasaki fins a la prefectura d'Aomori i la costa oriental de la península de Corea.

## Observacions
És inofensiu per als humans.